# Свети Архангел Михаил (Ташмарунища)
Вижте пояснителната страница за други значения на Свети Архангел Михаил.
„Свети Архангел Михаил“ (на македонска литературна норма: „Свети Архангел Михаил“) е възрожденска църква в стружкото село Ташмарунища, Република Македония, част от Стружкото архиерейско наместничество на Дебърско-Кичевската епархия на Македонската православна църква – Охридска архиепископия.
Църквата е гробищен храм, разположена в средата на селото. Изградена е в средата на XIX век. Храмът има ценна колекция икони на Дичо Зограф. Иконите на Свети Йоан Предтеча и Архангел Михаил са подписани и датирани 1862. Иконите на иконостаса са довършени в 1870 година от братя Йосиф Мажовски и Яков Мажовски.